# Biserica romano-catolică din Orhei
Biserica romano-catolică din Orhei este un edificiu religios, cu hramul Adormirea Maicii Domnului, inclus în registrul monumentelor de arhitectură de importanță națională din Republica Moldova.
Biserica a fost construită în stil neogotic. Curtea bisericii este înconjurată de un gard înalt de fier forjat.
Biserica a fost ctitorită de Cezarina Dolivo-Dobrovolskaia (nume de fată: Toma Boczarska), o catolică de origine lituaniană, al cărei soț, un militar rus în rezervă, a ctitorit biserica ortodoxă din Brăviceni. Cavoul Cezarinei se află în subsolul bisericii. La acea vreme, comunitatea de catolici din oraș era compusă din lituanieni, polonezi și germani.
În perioada sovietică clădirea a servit ca sală de sport, apoi nod de radio și depozit de materiale pentru Moldtelecom, operatorul național de telefonie fixă. În anul 1989 conducerea orașului a decis demararea lucrărilor de restaurare a edificiului, cu intenția de a-l transforma în sală de concerte de muzică de cameră, dar acest lucru nu a fost posibil din cauza problemelor de finanțare. Abia în anul 2005, biserica a fost retrocedată comunității catolice din Orhei, datorită implicării preotului catolic german Klaus Kniffki, care slujea în Republica Moldova din 1997, și a implicării a două strănepoate a Cezarinei Dolivo-Dobrovolskaia. La 15 august 2008, de sărbătoarea Adormirii Maicii Domnului pe stil nou, în urma unei ample restaurări conduse de o echipă de arhitecți din Sankt-Petersburg, biserica a fost sfințită și re-inaugurată. Ceremonia de sfințire a fost oficiată de episcopul Diecezei Romano-Catolice de Chișinău, Anton Coșa.
În prezent, parohul bisericii este preotul verbit Vivian Furtado, originar din India. Comunitatea de catolici din Orhei numără 20 de persoane. În raionul Orhei locuiesc 88 de catolici, conform recensământului populației din 2004.

## Galerie de imagini

### Imagini istorice

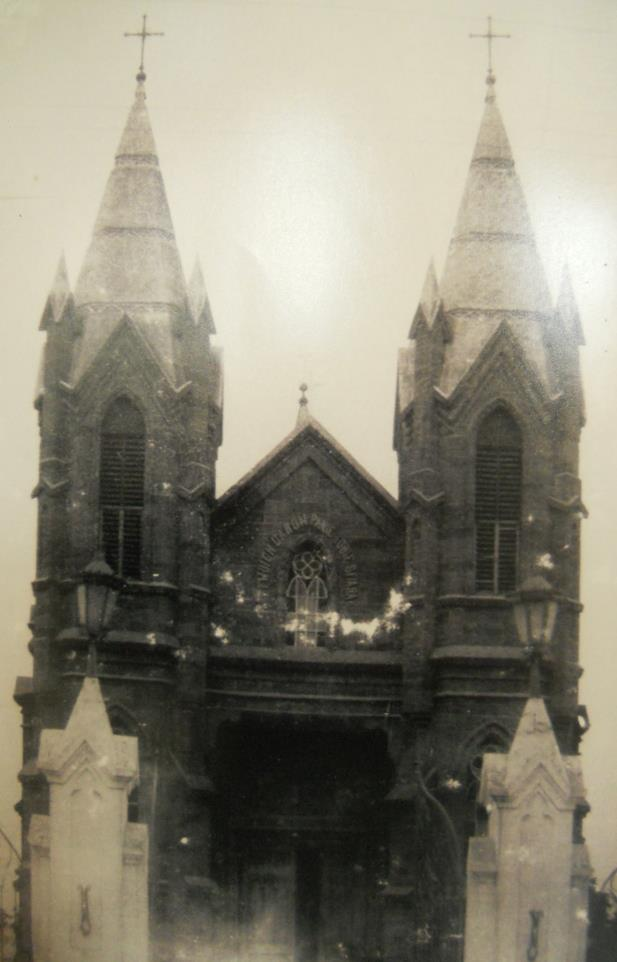
Imagine din perioada interbelică
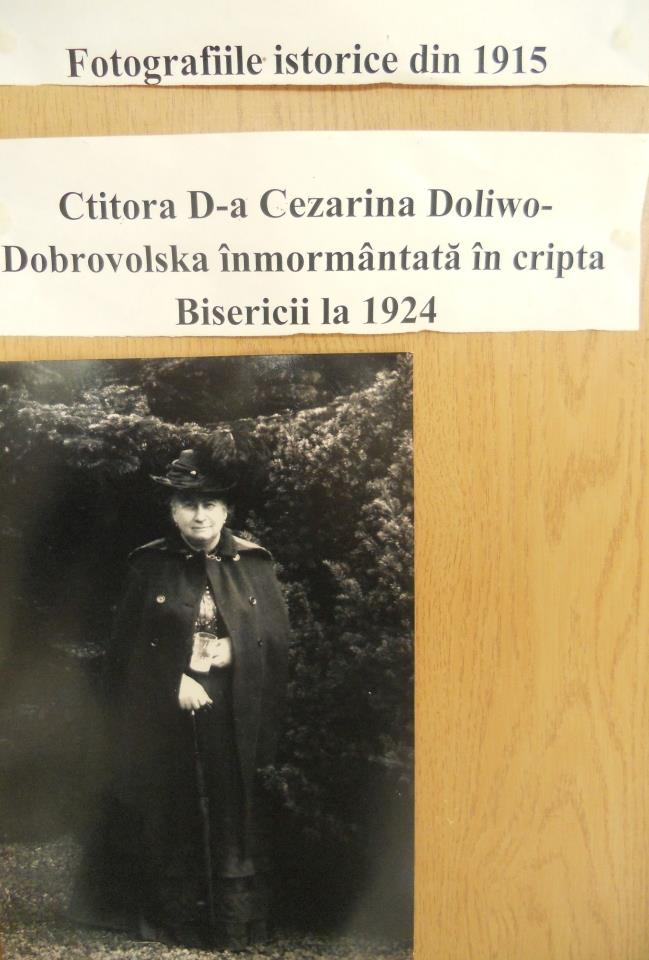
Cezarina Dolivo-Dobrovolskaia
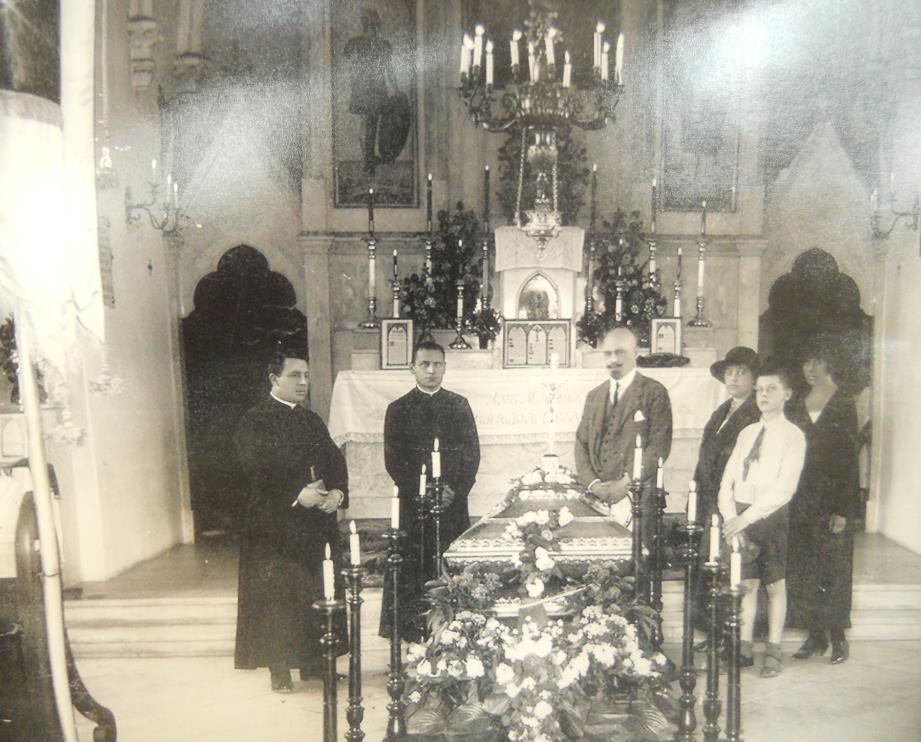
Catolici la o slujbă de înmormântare
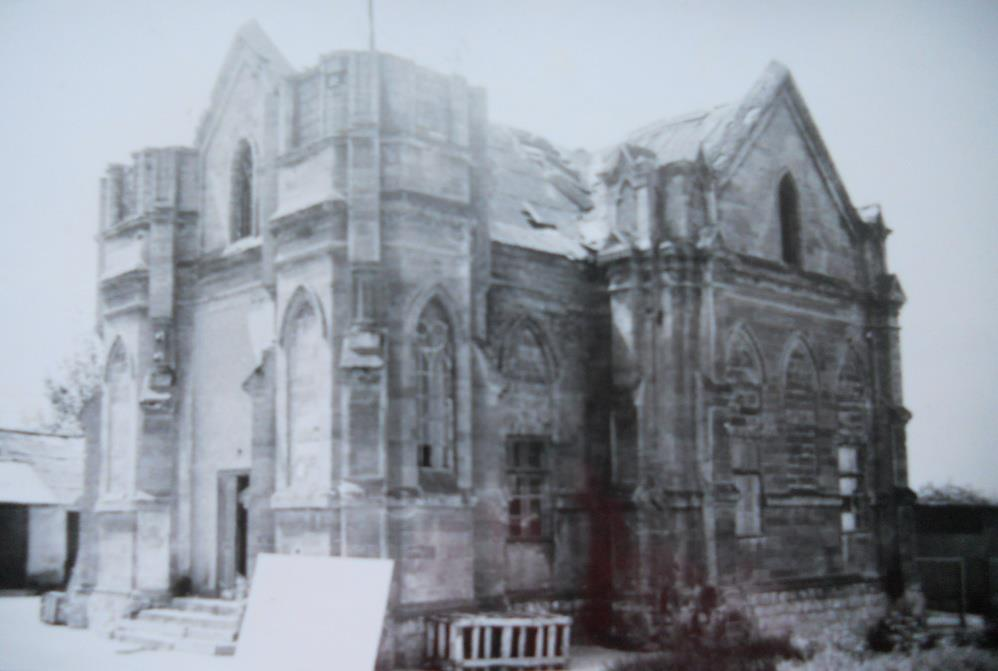
În perioada sovietică, turlele erau distruse
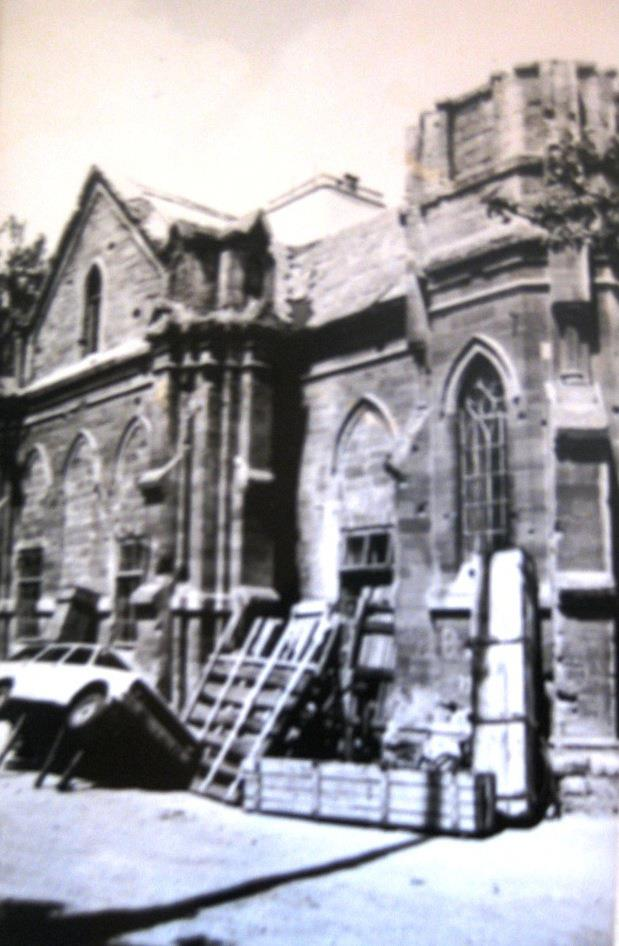
Biserica servea ca depozit

### Lucrările de restaurare

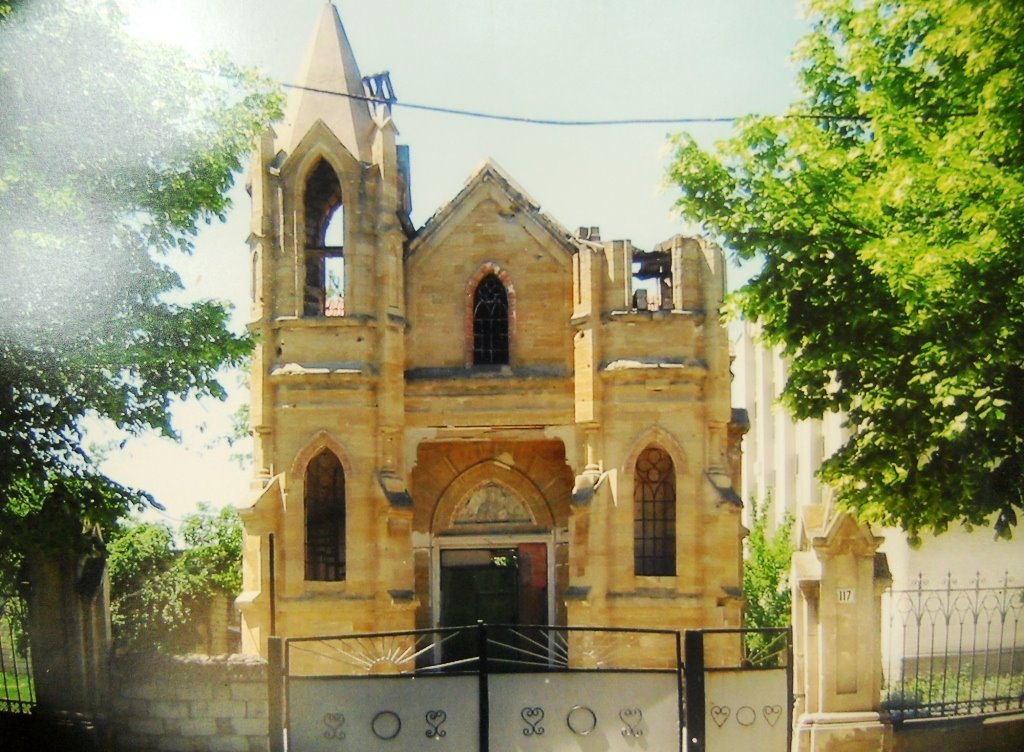
Exteriorul bisericii înainte de restaurare
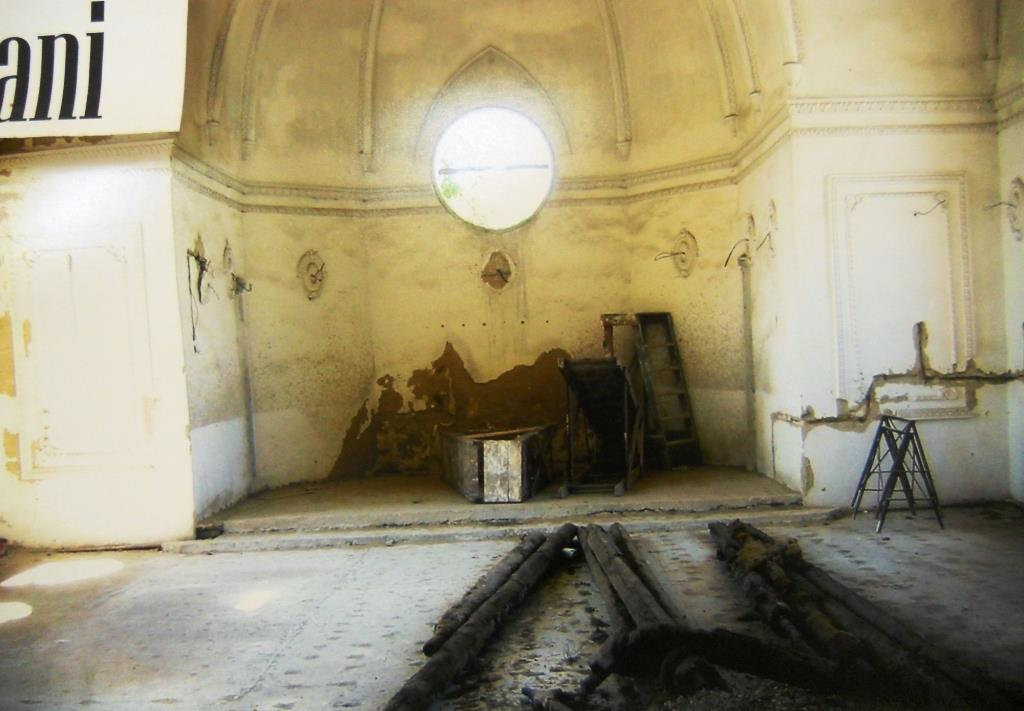
Interiorul bisericii înainte de restaurare (altarul)
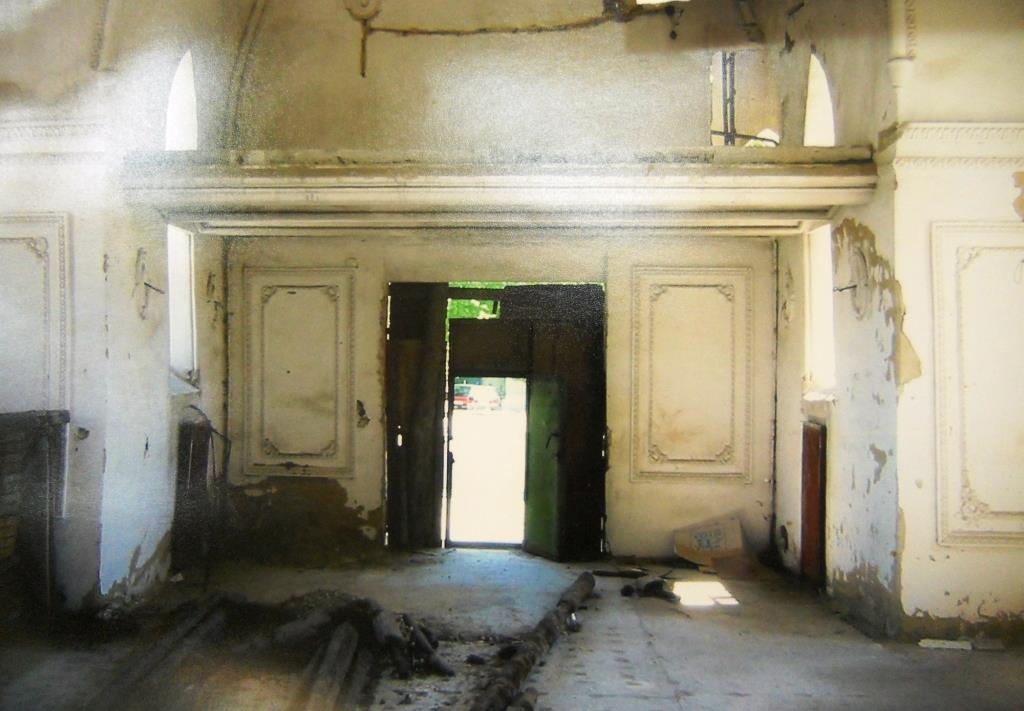
Interiorul bisericii înainte de restaurare (intrarea)
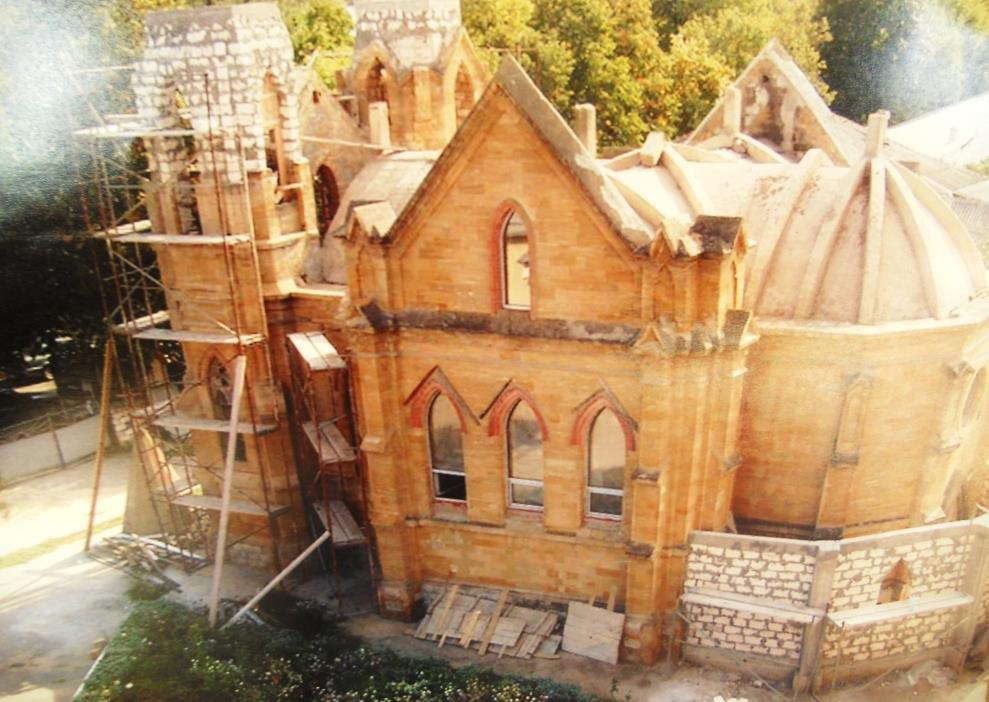
Restaurarea acoperișului
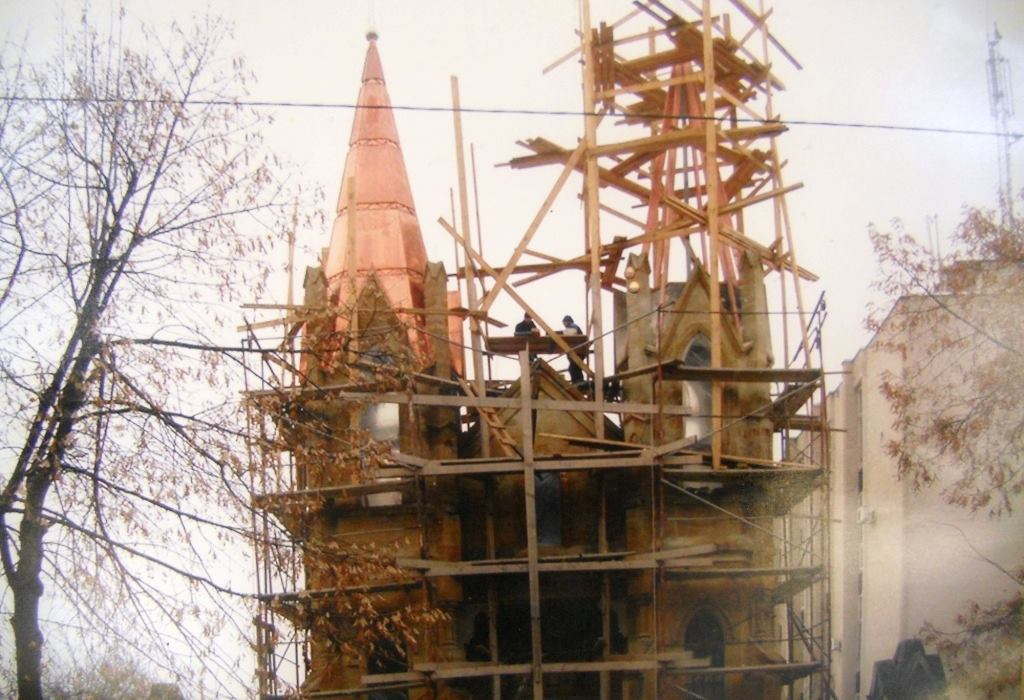
Restaurarea turlelor

### Biserica, azi

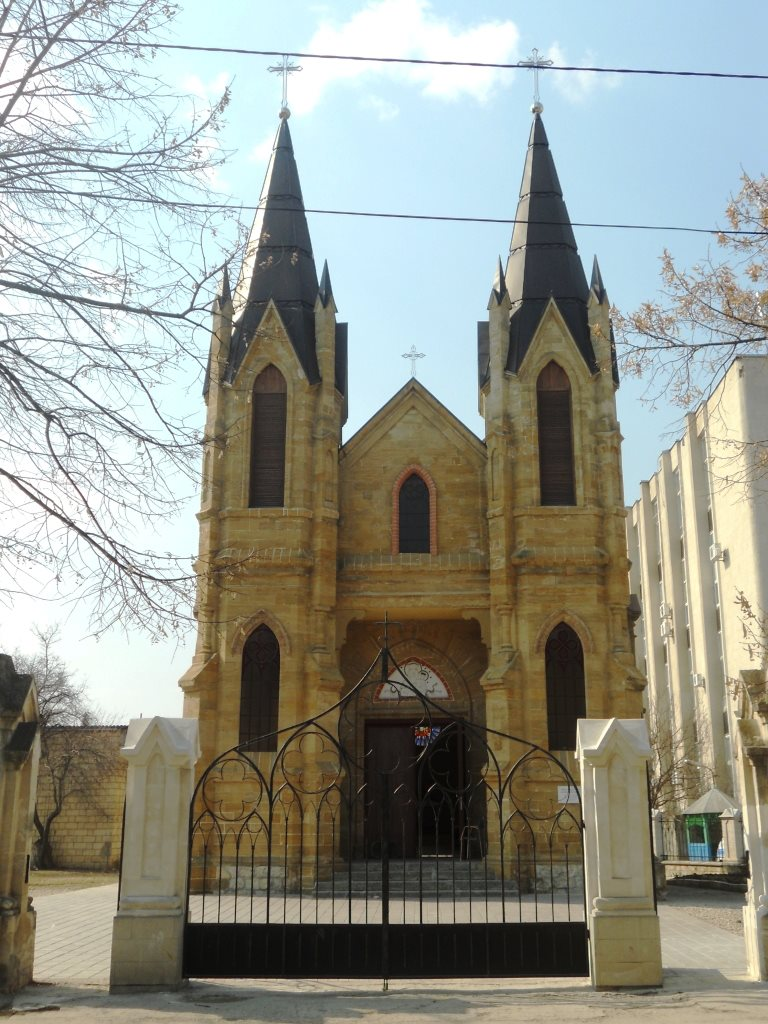
Intrarea în curte
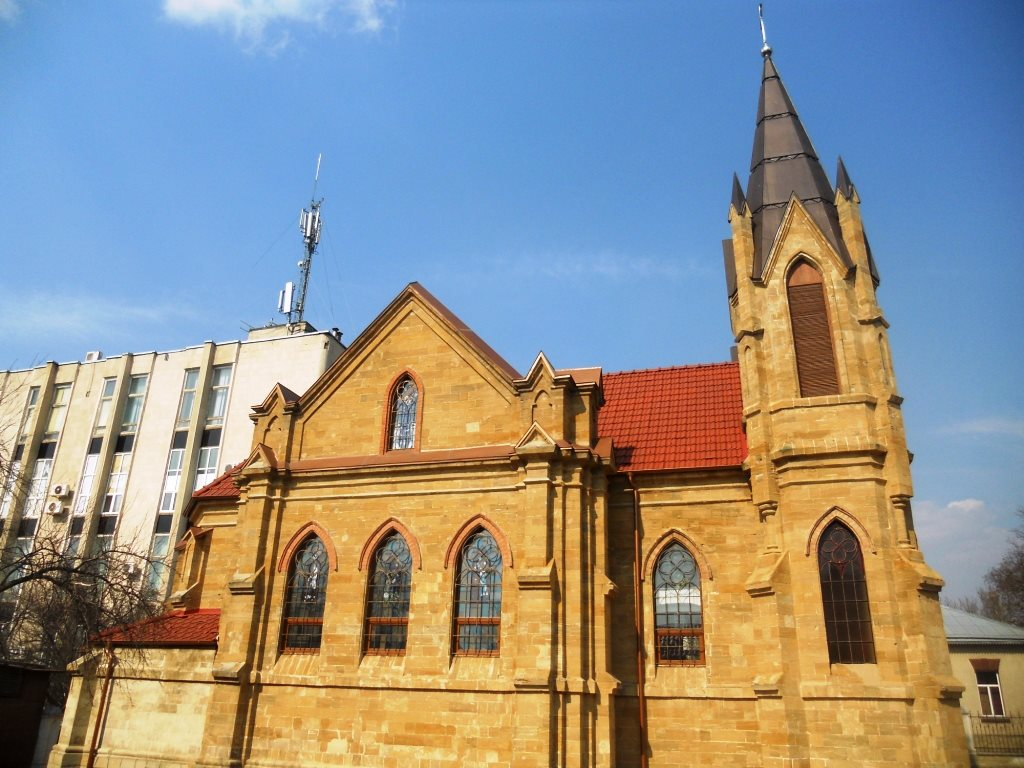
Perete lateral
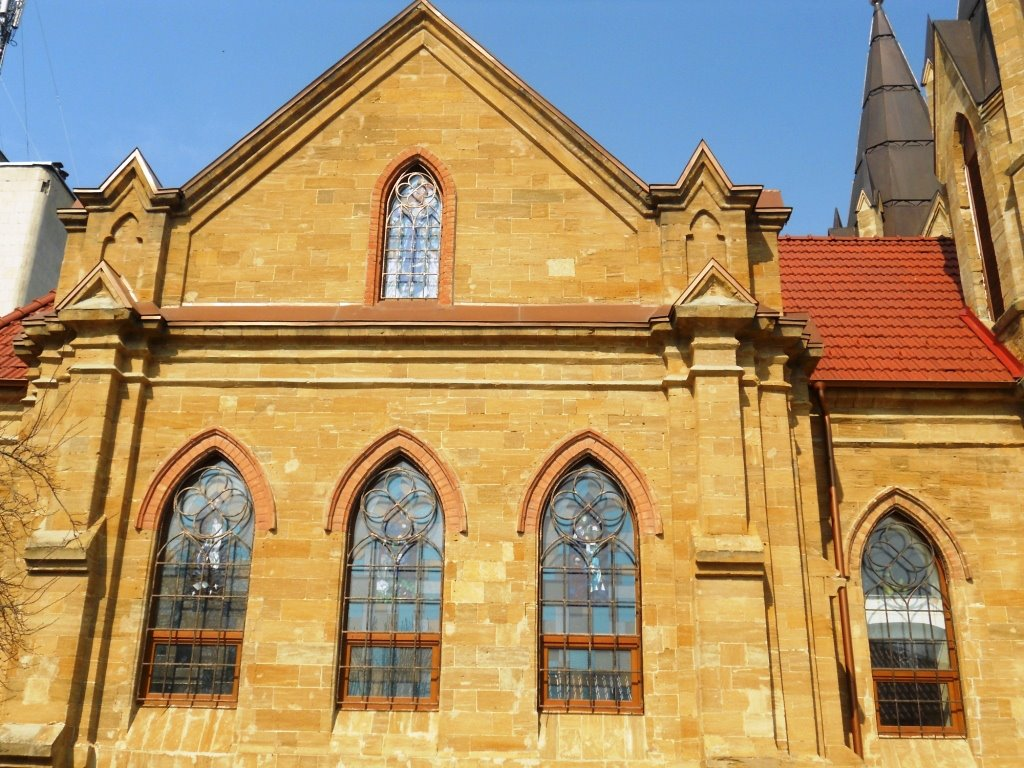
Geamuri cu vitralii
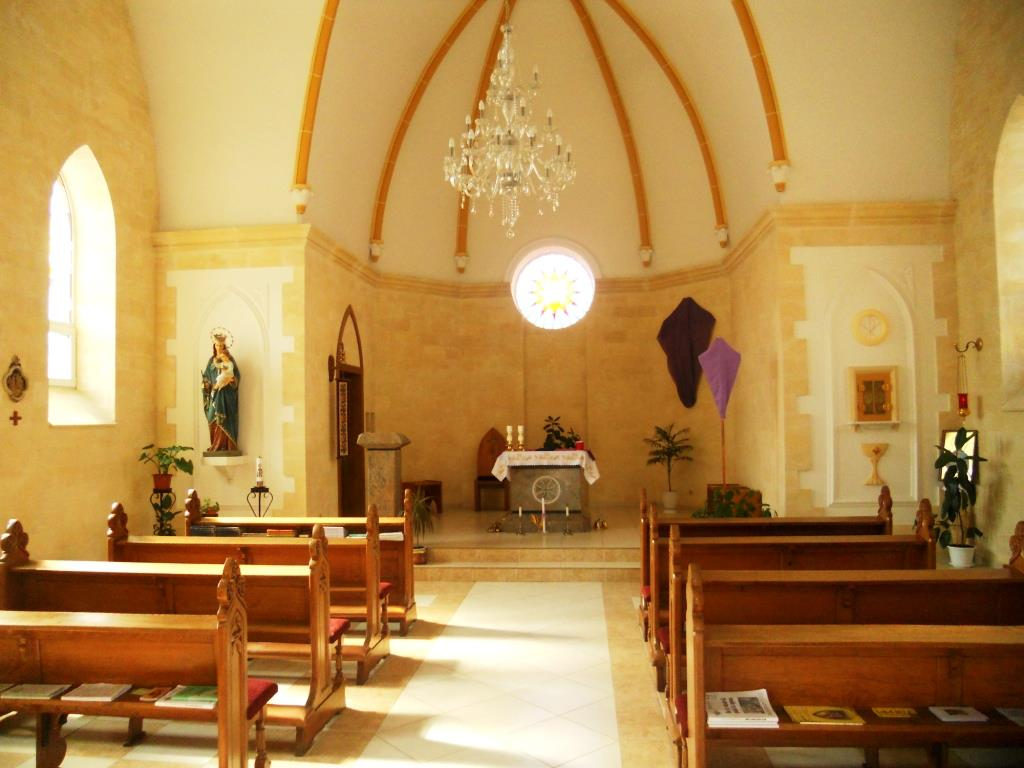
Interiorul (altarul)
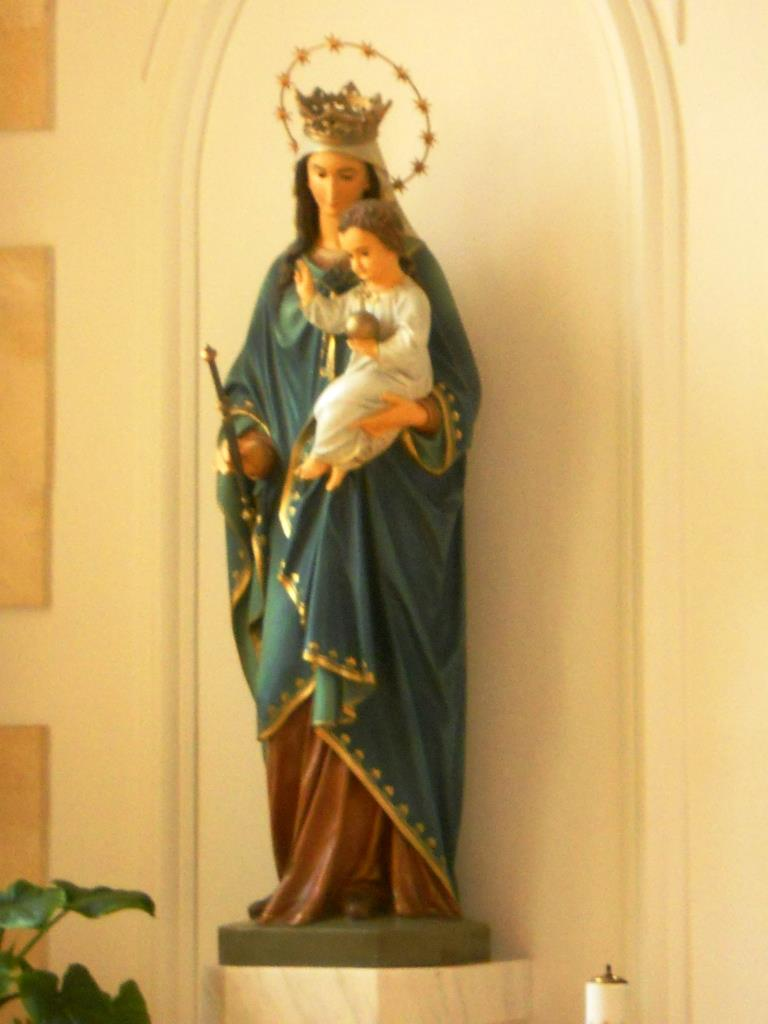
Sculptură a fecioarei Maria